# Fiat Siena
O Siena é um sedã produzido entre 1997 e 2018 derivado do Fiat Palio.
O nome "Siena" vem da cidade italiana de Siena, localizada na província de mesmo nome, na região da Toscana, onde é realizada a festa medieval do Pálio ("Palio di Siena"). Fabricado pela FIAT no Brasil, Argentina, Índia, Turquia, México, África do Sul, China e Vietnã, além de ser produzido sob licença em Nampo, Coreia do Norte, com o nome de Pyonghwa Hwiparam. O modelo é vendido como Dodge Forza na Venezuela. Em outubro de 2016, a primeira geração do Siena foi descontinuada, passando a oferecer como Sedan a sua segunda geração, que ganhou motor 1.0 8V Fire EVO Flex.

## Primeira Geração

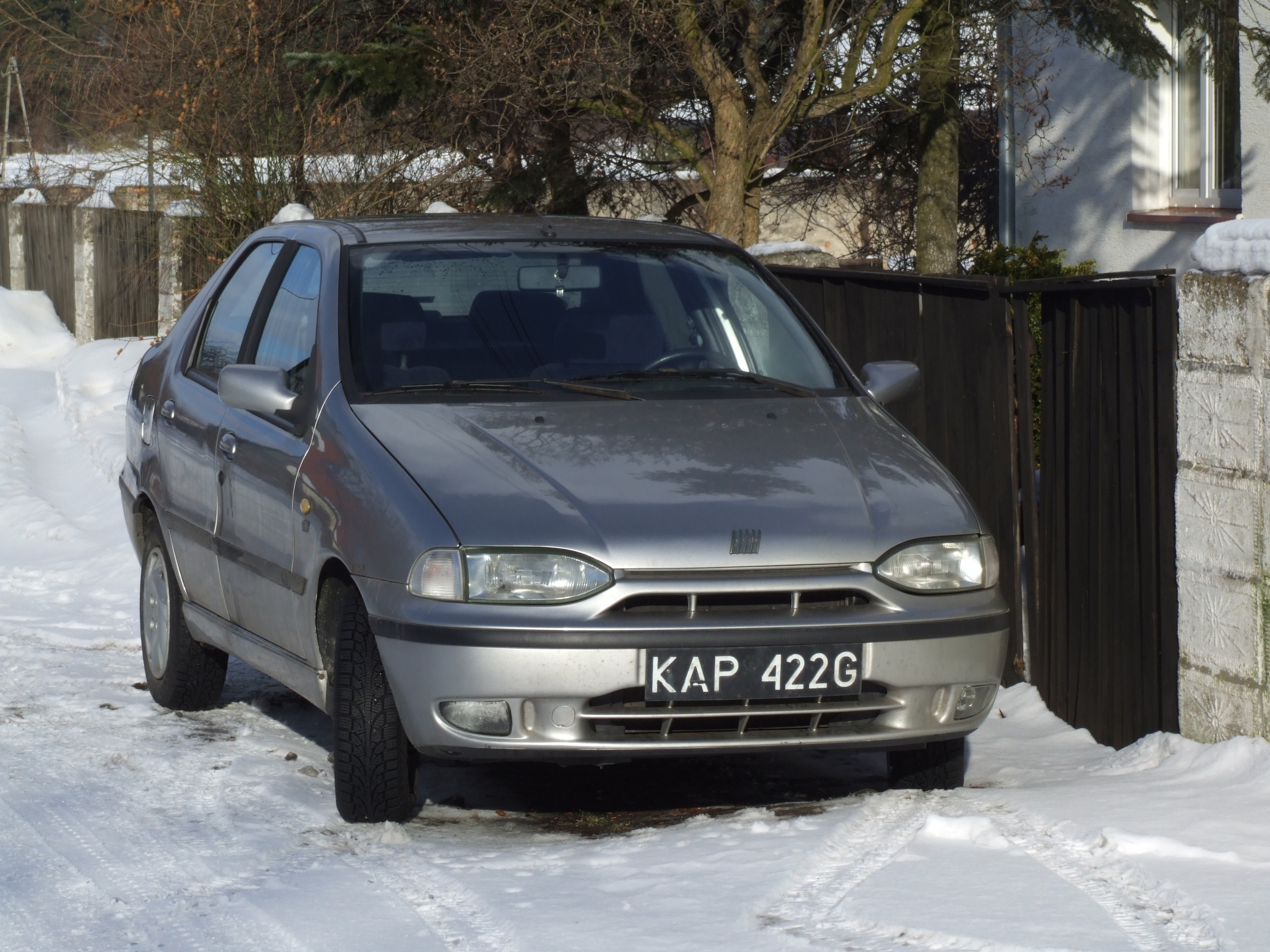
Fiat Siena 1ªG (1997–2000) antes do primeiro Facelift (automóvel)

O Fiat Siena foi apresentado em junho de 1997 na Argentina. Começou a ser produzido na planta industrial de Córdoba, que dividia operações com a Peugeot desde 1980. As primeiras versões disponíveis no mercado brasileiro eram as EL — de acabamento simples, e que podia vir equipada com motor 1.6, 8 ou 16 válvulas, com potência de 82 ou 106 cv — e a HL, luxuosa e com o motor 16V de série.
Ao contrário dos outros modelos da família Palio, o estilo da primeira geração, projetada pelo estúdio I.DE.A, não agradou o mercado. A traseira baixa e de desenho liso demais (classificada de "inexpressiva" pela imprensa especializada) não ajudava a alavancar as vendas.
Com o aumento pela demanda de pequenos sedãs equipados com motor 1.0 no Brasil, no início de 1998 a Fiat apresentou o Siena 6 Marchas, equipado com o motor Fiasa 1.0 8V de 61 cv e o câmbio de 6 marchas, com escalonamento das marchas mais curto que a versão de cinco velocidades que equipava o hatch. O acabamento era simples, os para-choques não recebiam pintura e as rodas eram aro 13. Em junho do mesmo ano, o motor 1.6 8V recebia injeção multiponto, elevando sua potência para 92 cv.
No ano 2000 chegava a versão ELX, com a mesma plataforma antiga, só que equipada com o motor Fire 1.3 16V, e já possuía acelerador eletrônico (o chamado Drive by Wire).

### Primeiro Facelift (2ª Gen)

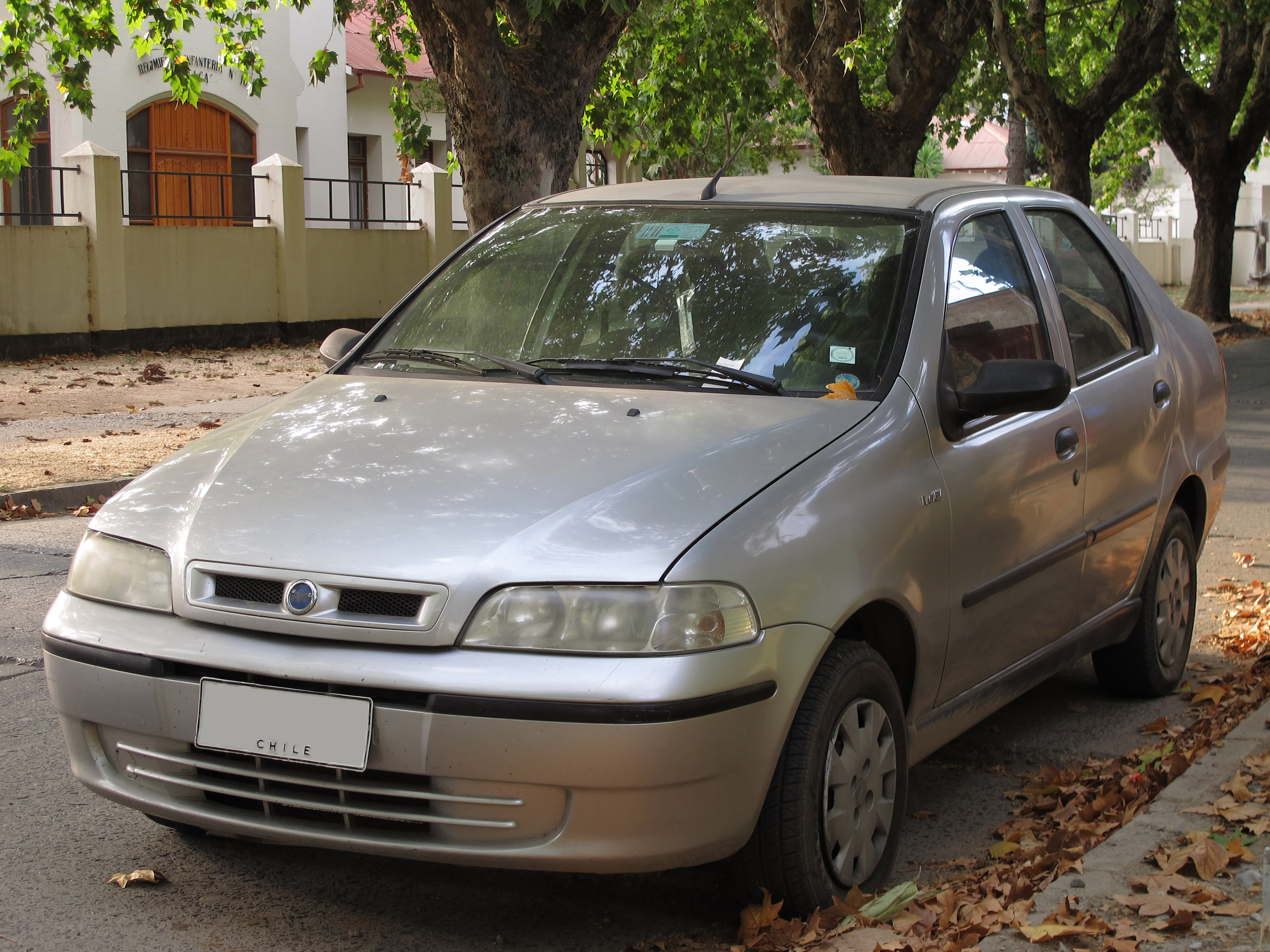
Fiat Siena 2ªG (2001–2003) - primeiro Facelift (automóvel)

Assim como Palio, a primeira reestilização do modelo foi feita pela ItalDesign, estúdio do renomado estilista Giorgetto Giurgiaro, no ano de 2001. Os faróis e a grade dianteira estavam mais estreitos e retangulares, e o capô tinha vincos acentuados. Na traseira, elegantes lanternas retangulares e a placa de identificação na tampa do porta-malas deixaram o desenho muito mais elegante, e o mercado respondeu prontamente com um significativo aumento das vendas do modelo. Os motores disponíveis eram os Fire 1.0 8V de 55 cv, o Fire 1.0 16V com 70 cv, o Fire 1.3 16V de 80 cv, o 1.5 8V a Álcool (no Brasil) de 77 cv e o 1.6 16V de 106 cv. A antiga versão equipada com câmbio de seis marchas foi descontinuada no ano anterior.
Em 2002, alguns mercados substituíam o Siena por uma versão com entre-eixos alongado, traseira mais baixa com lanternas estreitas, denominado Fiat Albea
Em 2003, o Siena ainda era equipado com o único motor Fiasa, o motor 1.5 mpi a álcool.
No Brasil, em 2003, aproveitando um acordo de fornecimento de motores com a General Motors, o motor 1.6 16V, que sofria com os altos preços de importação da Itália, era substituído por um 1.8 8V de 103 cv.

### Segundo Facelift

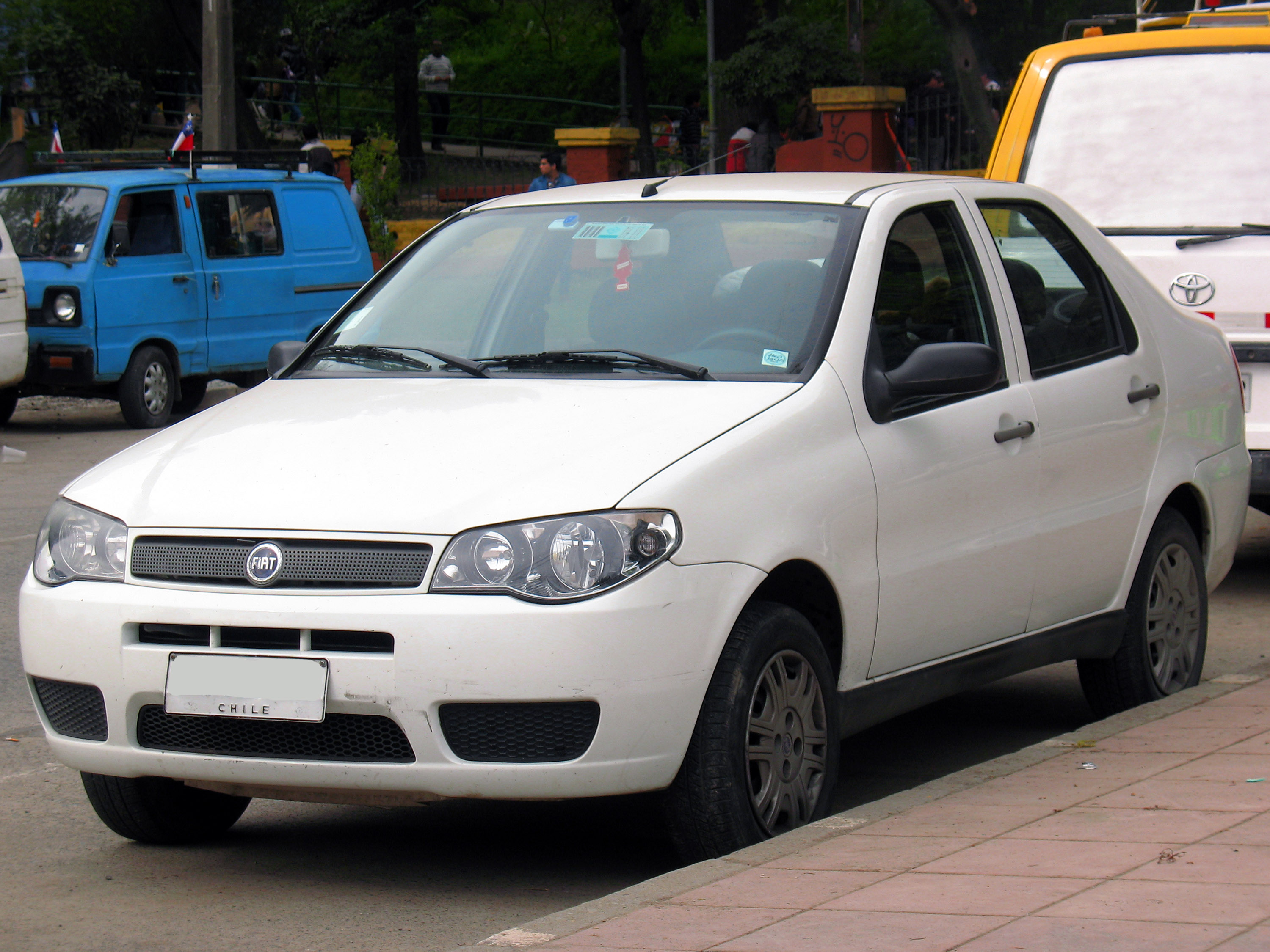
Fiat Siena 3ªG (2004–2007) - segundo Facelift (automóvel)

Novamente o estúdio ItalDesign foi chamado para reestilizar o modelo, que recebeu os faróis de formato irregular do hatchback e elegantes lanternas traseiras horizontais. Apesar de manter basicamente as mesmas linhas desde 1996, o resultado final agradou ao público e à imprensa especializada. O painel tinha novo desenho e seu acabamento interno era de melhor qualidade em relação aos das gerações anteriores. Uma versão com o estilo da 2° geração, motor 1.0 e acabamento básico, chamada de Fire, permaneceu como versão de entrada do modelo até julho de 2006, quando recebeu o estilo atual. Os motores disponíveis eram os 1.0, 1.3 Flex e 1.8, com 65 cv, 71 cv e 103 cv, respectivamente. Em 2005 o motor 1.3 deu lugar ao 1.4 Flex de 80 cv, e em 2006 o modelo foi o primeiro carro brasileiro que podia ser abastecido com álcool, gasolina, gás e nafta (gasolina sem a adição de álcool obrigatória na gasolina brasileira).

### Terceiro Facelift

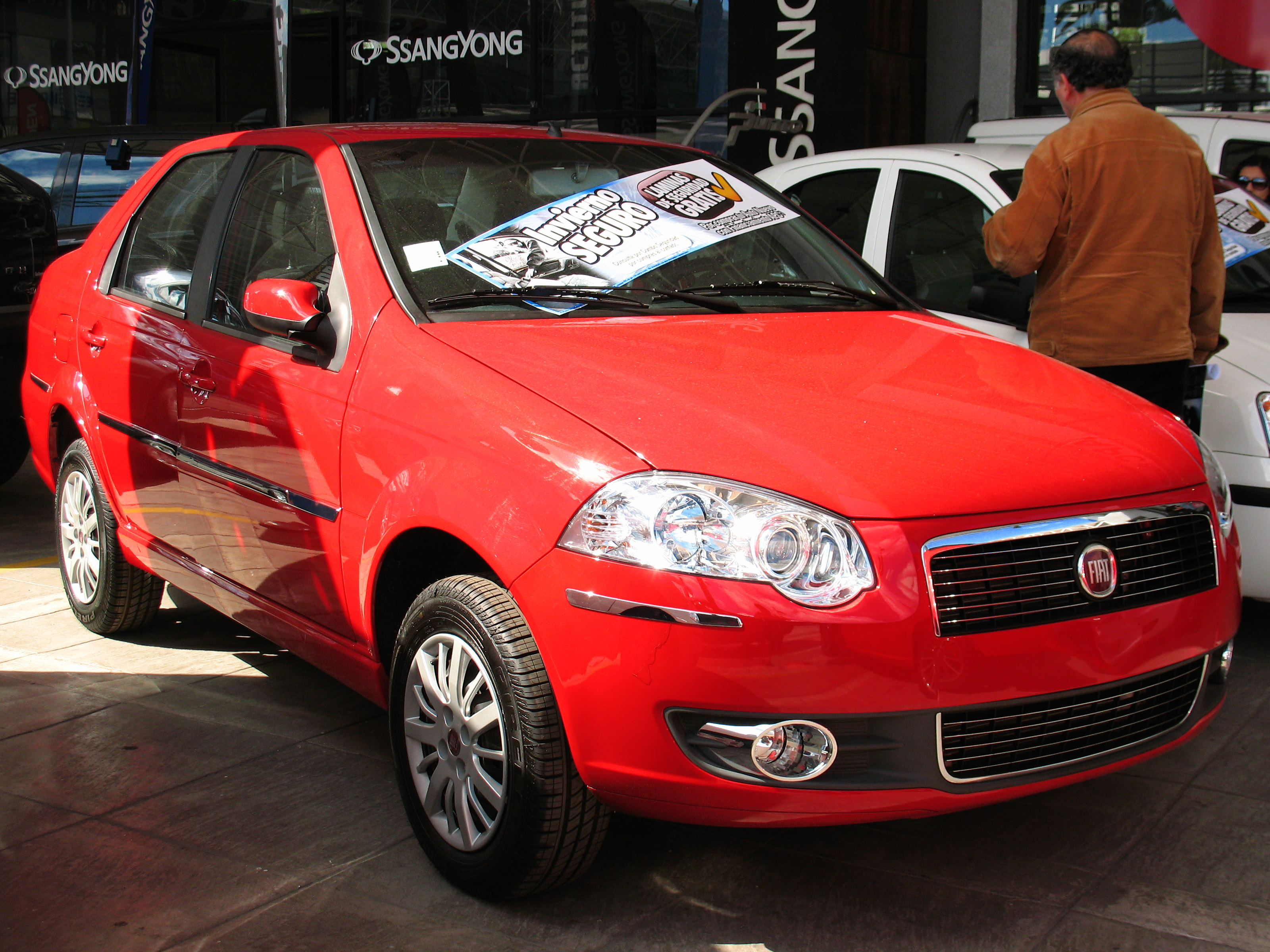
Fiat Siena 1ªG (2008–2011) - terceiro Facelift (automóvel)

No dia 30 de novembro de 2007 a Fiat apresentou o novo Siena G4. A Fiat tentou diferenciá-lo do Palio com faróis biparábolas, grade e para-choques dianteiros diferentes dos do modelo hatch; a traseira lembra a do Alfa Romeo 159; o motor 1.0 passou de 65 cv (G) ou 66 cv (A) para 73 cv (G) ou 75 cv (A). O 1.4 também foi melhorado e passou de 80 cv (G) ou 81 cv (A) para 85 cv (G) ou 86 cv (A). A motorização 1.8 de origem GM não teve mudanças.
No final de 2006, a Fiat do Brasil anunciou uma versão do Siena equipada com motor capaz de funcionar com quatro combustíveis diferentes. O Siena Tetrafuel pode ser abastecido com gasolina pura, gasolina brasileira (com até 25% de álcool), álcool e GNV, puros ou misturados no caso (Motor Argentino).
O sistema GNV já vem instalado de fábrica, com a vantagem de estar incorporado ao sistema de injeção eletrônica, o que permite o uso de combustíveis líquidos (gasolina ou álcool) simultaneamente com o GNV da seguinte forma: utiliza-se o combustível líquido quando o carro necessita de força, e o GNV para manter a aceleração, economizando o combustível líquido (mais caro) quando necessário, com a vantagem de se manter a potência do motor.

Na Venezuela, o grupo FCA vendeu o Fiat Siena G4 sobre a bandeira da Dodge, nomeando o mesmo como Dodge Forza, entre 2012 e 2019. A carroceria era correspondente a terceira reestilização. 

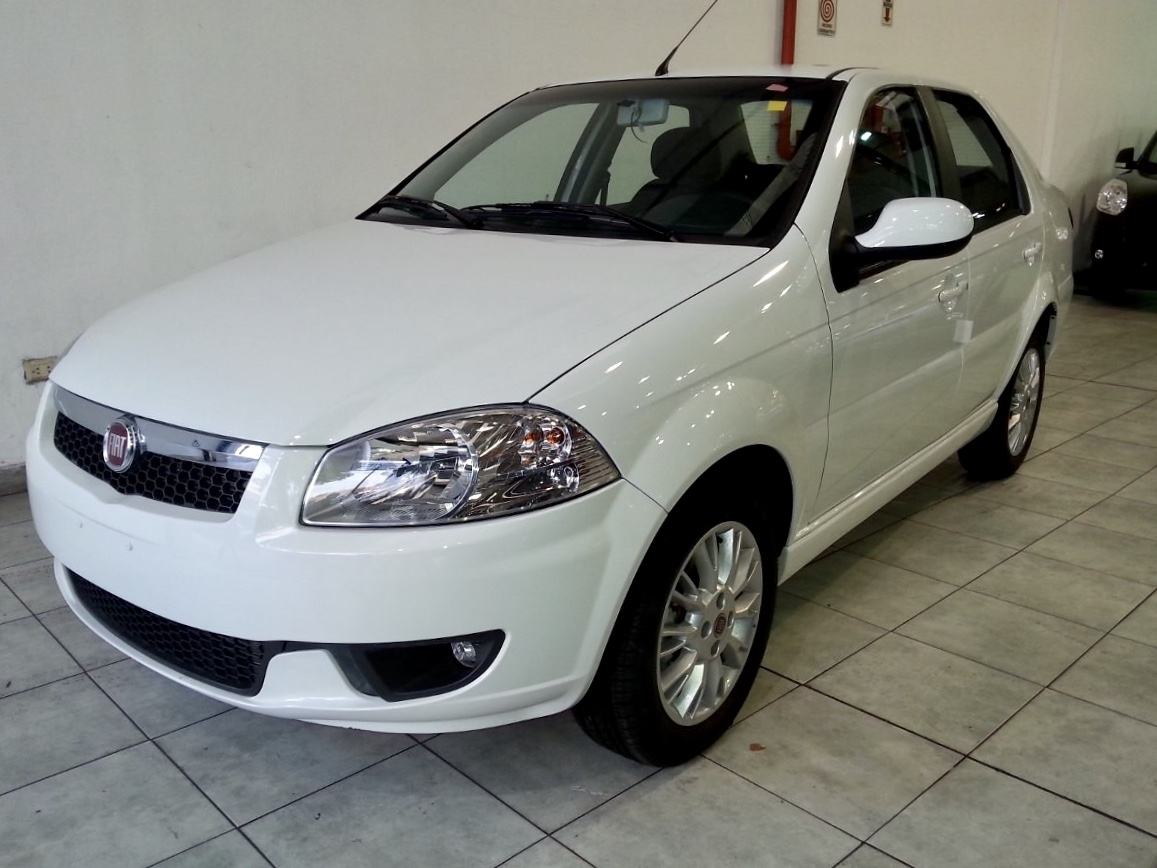
Fiat Siena 1ªG (2011–2016) - quarto Facelift (automóvel)

### Quarto Facelift
Em 2011 a Fiat passou a adotar a frente e faróis do Palio já como modelo 2012. No final de 2012, com o lançamento do Palio de 2ª geração e a segunda geração do Fiat Siena (chamado de Grand Siena), a Fiat seguiu vendendo o Siena de primeira geração apenas na versão Eletronic Luxo (EL) com motorização 1.0 e 1.4 8V Fire Flex até 2016, retirando o mesmo de linha em Outubro do mesmo ano.

## Segunda geração: Grand Siena
A segunda geração do Siena, denominado Grand Siena foi um automóvel sedã compacto de segmento B+ fabricado pela FIAT.
Nessa nova geração, foram mudados o chassi, desenho e interior. A adoção de uma nova plataforma, fez com que aumentasse o comprimento, altura, largura e maior entre eixos, este de 237 foi para 251 cm.
Com a adoção da nova plataforma, foi possível aumentar o porta-malas, de 500 para 520 litros em relação com a geração anterior.
O novo desenho foi feito em parceria entre os Centros de Estilo da Fiat italiana e brasileira. O sedã teve o painel adotado do Novo Palio, com diferença das saídas de ar.
Assim como a geração anterior, teve uma extensa lista de opcionais. Porém, o grande diferencial desta linha, eram airbags e freios ABS de série em todas as versões, algo que anteriormente só vinha como opcional em todas.
Continuaram a ser oferecidas as versões Attractive 1.4 8V Fire EVO, Tetrafuel 1.4 8V EVO e Essence 1.6 16V E.Torq Flex, somente a última com opção de câmbio Dualogic.
Em dezembro de 2016 a Fiat lançou o Grand Siena Attractive 1.0 para ocupar o lugar do Siena EL. O motor continuava o mesmo Fire 1.0 utilizado no Siena EL, que rende 73 cv (G) ou 75 cv (A).
Em 2021, a Fiat encerrou a produção do modelo.

## Linha do tempo
1997
- Lançamento no Brasil, importado da Argentina

1998
- Versão Sport MTV e versão 1.0 com 6 marchas

1999
- Siena passa a ser produzido no Brasil
- Série 500 anos

2000
- Versão EL recebe motor 1.6
- Reestilização e motor Fire

2002
- Motor 1.8 da GM em substituição ao 1.6 16V

2004
- Reestilização, motor 1.3 Flex de 70/71 cv e motor 1.8 passa a ser Flex
- Versão Fire

2005
- Motor Fire 1.0 Flex de 65 cv com gasolina ou 66 cv com álcool (março)
- Motor Fire 1.4 Flex substituindo o Fire 1.3 (março)

2006
- Série Celebration comemorativa dos 30 anos da Fiat no Brasil (março)
- Versão Fire passa a utilizar a carroceria atual (julho)

2007
- Reestilização das versões ELX 1.0, ELX 1.4, HLX 1.8 e Tetrafuel (novembro)

2008
- Todas as versões recebem direção hidráulica como equipamento de série (outubro)

2009
- Novos motores FPT 1.0 de 73/75 cv (fevereiro)
- Siena EL com frente do antigo Palio, interior do ELX e menor preço (março)

2010
- Siena Attractive em substituição à versão ELX (julho)
- É lançada a versão Essence com motor E.TorQ 1.6 16V que substitui o 1.8 produzido pela GM, câmbio automatizado Dualogic, oferecido como opcional (julho)
- Série limitada Sporting com motor 1.6 16V E.TorQ e versão EL com motor 1.4 Fire (outubro)

2011
- Encerramento da versão Attractive, permanecendo apenas Fire 1.0, EL 1.0 EL 1.4 (dezembro)

2012
- Lançamento da nova geração, o Grand Siena
- Encerramento da versão Fire 1.0, além da Essence e da luxuosa Tetrafuel (esta última seria transferida para o novo modelo Gran Siena no ano seguinte)
- Novos retrovisores (mais altos), que acompanhariam o modelo até ele sair de produção

2013
- Nova dianteira para o Siena EL, única disponível a partir de então
- Alterações no interior, incluindo a nova central multimídia Mylink e novo volante

2014
- Todas versões recebem airbag duplo de série e ABS (janeiro)

2015
- Todas versões recebem de série volante com regulagem de altura, acabamento interior com novas cores e detalhes em preto na alavanca de freio de mão e câmbio

2016
- Todas versões recebem novos painéis dianteiros e traseiros das portas
- Encerramento das versões EL 1.0 e EL 1.4, saindo o modelo de linha (outubro)
- Grand Siena recebe motorização 1.0 na versão Attractive para ocupar o lugar do Siena EL (dezembro)